# Rhizoctonia ochracea
Rhizoctonia ochracea (Massee) Oberw., R. Bauer, Garnica & R. Kirschne (strzępniczek ochrowy) – gatunek grzybów z rodziny podstawkorożkowatych (Ceratobasidiaceae).

## Systematyka i nazewnictwo
Pozycja w klasyfikacji według Index Fungorum: Rhizoctonia, Ceratobasidiaceae, Cantharellales, Incertae sedis, Agaricomycetes, Agaricomycotina, Basidiomycota, Fungi.
Po raz pierwszy opisał go w 1889 r. George Edward Massee, nadając mu nazwę Coniophora ochracea. Obecną, uznaną przez Index Fungorum nazwę nadali mu Franz Oberwinkler, Robert Bauer, Sigisfredo Garnica i Roland Kirschne w 2013 r.
W 2003 r. Władysław Wojewoda zaproponował dla teleomorfy Thanatephorus ochraceus polską nazwę strzępniczek ochrowy. Ponieważ jednak za nazwę naukową przyjęto nazwę anamorfy, polska nazwa jest z nią niespójna.
Synonimy:
- Botryobasidium ochraceum (Massee) Donk 1935
- Coniophora ochracea Massee 1889
- Corticium frustulosum Bres. 1903
- Thanatephorus ochraceus (Massee) P. Roberts 1998
- Thanatephorus orchidicola Warcup & P.H.B. Talbot, 1966
- Uthatobasidium ochraceum (Massee) Donk 1958[3].

## Morfologia
Teleomorfa
Owocnik rozpostarty, cienki, gładki, ochrowy. Hymenium składa się z jednej lub więcej warstw podstawek na pionowo rozgałęzionych, kulistych, cienkościennych strzępkach, wyrastających z subikularnej warstwy szerszych, grubościennych strzępek bazalnych. Strzępki wielojądrowe, strzępki pod skórką cienkościenne, szkliste, nieco napęczniałe, o średnicy 6–9 µm. Strzępki w subikulum ochrowe do brązowych, proste, o średnicy 8–18 µm, ze ściankami o grubości do 3 µm, często dwuwarstwowe. Brak sprzążek. Podstawki elipsoidalne do podłużnych lub cylindrycznych (Q= 1,4–2,8), 12–27 × 7,5–12 µm. Sterygmy (3–)4, 7,5–17 × 1,5–2,5 µm, czasami powstają sterygmy pomocnicze, a następnie pojawiają się rozwidlone. Bazydiospory kuliste do elipsoidalne (Q = 1,0–1,2(–1,4)), 6–10(–12)x 5–9(–10,5) µm, szkliste do ochrowych, od cienkich do lekko grubościennych, wytwarzające wtórne zarodniki przez podział.
Anamorfa
W naturze jest nieznana. Powstała w hodowli w postaci kolonii z monopodialnie rozgałęziającymi się strzępkami wytwarzającymi z rzadka białe sklerocja.

## Występowanie i siedlisko
Znane jest występowanie Rhizoctonia ochracea w Ameryce Północnej (Kanada), na Karaibach i w niektórych krajach Europy. W Polsce do 2003 r. podano 2 stanowiska.
Grzyb saprotroficzny. Występuje na powalonym drewnie i martwych pędach paproci. Wyizolowano go również z korzeni storczyków, z którymi tworzy endomykoryzę.